# Kelták
A kelták szűkebb értelemben egy, Közép- és Nyugat-Európában élt ókori indoeurópai nép, népcsoport volt, amely ősi indoeurópai nyelveket (szárazföldi vagy ókelta nyelveket) beszélt. Az ókori kelták mindenhol hasonló módon éltek, róluk számos görög és római forrás maradt ránk. Hagyományosan a keltákat a gallokkal azonosították (a szó latin jelentése nyomán), azonban ez mára elavulttá vált: a gallok csak egy népcsoportja volt a keltáknak, akik Gallia (a mai Franciaország) területén éltek és a gall nyelvet beszélték, amely például erősen eltért az Ibériai-félszigeten beszélt szintén ókelta keltibér nyelvtől. 

A kelta népek és nyelvek elterjedése:
A hallstatti kultúra területe – Kr. e. 6. század körül
A legnagyobb kelta hódítás – Kr. e. 275 körül
Lusitania (a kelta hódítás itt bizonytalan)
A hat kelta nemzet területe a mai kor kelta nyelvei alapján
A kelta nyelvek mai elterjedése

## Etimológia
Az elnevezés az ókori görög Κελτοί (keltoi) kifejezésből ered. Nem kizárt, hogy ez az i. e. 4. századra elterjedt elnevezés eredetileg egy törzset vagy nemzetséget jelölt.
A rómaiak, s közöttük Caius Iulius Caesar is a gall elnevezéssel illették őket (bár e nyelvben is megvolt a „Celtae” elnevezés), míg Polübiosz egyetemes történetében a „galata” elnevezést használja.
Tágabb értelmezésben keltáknak nevezik a máig fennmaradt, ám kihalófélben lévő szigeti kelta nyelveket beszélő népeket (bretonok, gaelek, írek, skótok, walesiek). Ezek a nyelvek a germán nyelvek hatására hang- és alaktanilag erősen eltávolodtak az ókelta nyelvektől, és az életben tartásukra irányuló erőfeszítések ellenére ma erősen veszélyeztetettek, egynyelvű beszélőik nincsenek.

## Történetük

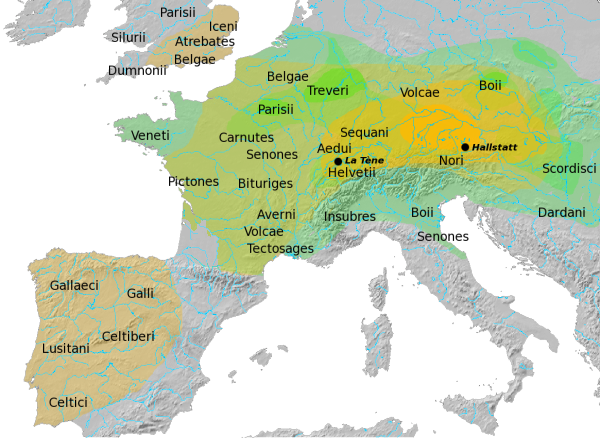
A hallstatti kultúra és a La Tène-kultúra elterjedése. A fő Hallstatt terület (i. e. 800) narancssárga színű, a terjeszkedés (i. e. 500 körül) sárga színű. A La Tène-kultúra (i. e. 450) zöld színű, a végső La Tène elterjedés (i. e. 50) világoszöld színű. A nagyobb kelta törzsek neve fekete felirattal

### Eredetük
Kialakulásuk két fő tényezője: a bronzkor úgynevezett gödörsíros és urnamezős kultúrái. Az őskelta népcsoport feltehetőleg e két kultúra összeolvadásából született. E népcsoport őshazája Közép-Európa nyugati része (a Rajna és a Felső-Duna vidéke) és északkelet-Franciaország lehetett.
Kialakulásuk betetőzése, egyben a kialakult kelta kultúra kezdőpontja az úgynevezett Hallstatt-kor.

### Hallstatt-kor és kultúra
| Kor | Időszak (i. e.) |
| --- | --------------- |
| HaA | 1200–1000       |
| HaB | 1000–800        |
| HaC | 800–650         |
| HaD | 650–475         |

Ez lényegében korai vaskor, amely a felső-ausztriai Hallstatt településről kapta nevét. Időtartamát tekintve az i. e. 8–5. század időszaka ez, amelyet az ún. La Tène-kultúra követett. Kronológiailag korábban négy részre osztották. Jelenleg szigorúan csak a négyes felosztás C és D periódusára használják e kifejezést, míg az A-B a késő bronzkor időszaka.
A C periódus legfontosabb újdonsága a vaskardok megjelenése. E területről kezdtek lassan minden irányba szétvándorolni.

### A La Tène-korszak és kultúra
Terjeszkedésük egyik korai állomása Svájc területe volt (az ókori Helvetia). A régészek a La Tène svájci faluban felfedezett fontos lelőhelyről nevezték el az ókori kelta népek közös műveltségét La Tène kultúrának. E korszak az i. e. 5. századtól időszámításunk kezdetéig datálható. Erre az időszakra esik a kelták európai expanziója (legismertebb példája Brennus Róma elleni hadjárata i. e. 391-ben.) Csoportjaik az i. e. 4. század elején indultak tovább a Rajna mentéről, és előbb a Kárpát-medencét árasztották el, majd a Balkán-félszigetet, a Fekete-tenger északi partjait és Kis-Ázsiát is elérték (e csoportjukat nevezzük galatáknak, Kis-Ázsia általuk lakott belső részét Galatiának). Megjelentek továbbá az ókori Egyiptomban is, uralkodói testőr szerepkörben.
A korszakot korai és kései La-Téne korszakra osztják, végét a kelták részbeni, Római Birodalom általi leigázása jelzi.
Az Ibériai-félszigeten szintén éltek ókelta népek, az első törzsek már az i. e. II. évezred végén – I. évezred elején megérkezhettek ide. Közülük a leginkább dokumentáltak a keltibérek voltak, akik a többi ókelta nyelvhez képest is még archaikusabb keltibér nyelvet beszélték.

### A Kárpát-medencében
Az első kelták a Duna-folyását követve érkezhettek a Kárpát-medencébe a Kr. e. 5. század utolsó negyedében. Az Alpok előhegysége, a Fertő-tó és a Kis-Kárpátok széle által határolt terület stratégiai fontosságát kiemelte az a körülmény, hogy erre haladt át Baltikumot az Adria-tengerrel összekötő észak–déli kereskedelmi útvonal. A kelta előrenyomulás azonban csakhamar elérte a Dunakanyart, sőt a mai Hatvan város térségét is.
Ahogy a szkíták kelettel kapcsolták össze a Kárpát-medence területét, úgy a kelták nyugattal. Továbbépítették a korábbi népek[forrás?] nagy földvárait, úthálózattal biztosították a kereskedelem és a katonaság mozgását. A kelták és a helyi őslakosság keveredése kitűnik a régészeti leletekből, temetkezési szokásokból, s ez tulajdonképpen változatos színezetet adott az egységes kelta műveltségnek. A Dunántúlon illír-pannon törzsekkel, az Alföldön a szkíta műveltséggel, Erdélyben a dák néppel keveredtek. A kelta népek Kárpát-medencei hatalmának a Dunántúlon a rómaiak, az Alföldön a szarmaták, Erdélyben a dákok vetettek véget. Egyes törzseik, például a boiok és az eraviszkuszok a római uralom alatt is megőrizték önkormányzatukat, népi jellegzetességeiket.

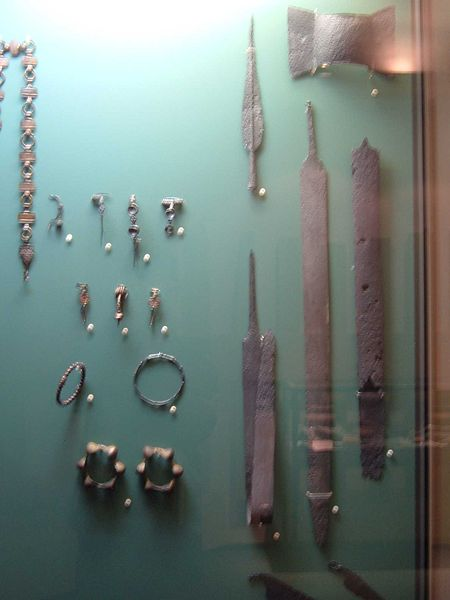
Kelta fegyverek és ékszerek (Damjanich János Múzeum, Szolnok)

## Életmód
A több nemzedékes család egy nagy kunyhóban élt együtt, amely kőből, sövényfonadékból és vályogból készült, úgy, hogy a fakeretes építményt agyaggal borították. Az eső ellen még egy réteg szalmát is felraktak. Az ennivalót agyagedényekben tárolták és tálalták. Ezek többsége kezdetleges volt, de akadtak szépen színezettek, vagy csillogó grafitmázzal bevontak is. A nyílt tűz fölött, vasüstben főztek. A kenyeret boltozatos kemencékben sütötték. A családtagok ruhát szőttek szövőszéken (főleg a nők), földet műveltek, csontból készült tűket és fazekat készítettek.
A keltáknak köszönhetjük az őrlés tudományát: két, tengellyel rögzített malomkő közt lisztté őrölték a pörkölt gabonamagvakat, míg azelőtt két kő között egyszerűen dörzsölve morzsolták darává a gabonát.

## Öltözködés
Tekintettel arra, hogy virágkorukban hatalmas területen éltek, általános megállapítások csak korlátozott érvénnyel tehetőek.

### A hétköznapok
Viseletüket egyrészt sírleletekből ismerjük, másrészt a római módra sírköveket állító törzsek domborműveiből. Ezeken néha ott látjuk az egész családot kifaragva. A férfiak legfontosabb ruhadarabjuk a bő szárú, boka környékén gyakran bőrszíjjal átkötött nadrág, amelyhez zárt sarut viseltek. Fontos kiegészítő a köpeny. Később a törzsi jelleget elsősorban a nők őrizték meg, míg a római hadseregekbe sorolt katonáskodó férfiak római módra öltöztek, ám a kölcsönhatás kétirányú volt: a hidegebb területen állomásozó római katonák ruhatárában is megjelent a kelta nadrág. A filmekből oly jól ismert skót-kockás anyagot viselték. A nők is ilyen mintázatú ruhában jártak, de ők (a sírleletek tanúsága szerint) a körmeiket is festették.
Faszénnel felvitt tetoválások nem egy esetben díszítették testüket.
A ruházat fontos kiegészítője a torques, amely általában nemesfémből készült nyakpánt. Súlya, díszítettsége jelölte viselője társadalmi státuszát. Ezen kívül is viseltek ékszereket, feltárt sírokból kerültek elő például bronz karperecek.

### Harci felszerelés
A férfiak öltözetéhez szorosan hozzátartozott még a fegyverzet, ami általában egy lándzsából, esetleg kardból és egy pajzsból állt.
Jellegzetes kelta pajzzsal védték testüket, ezek nemesfémből beborított díszváltozatából többet is megtaláltak a régészek. Hajukat a csata előtt gyakran agyaggal kenték át, e szokás célja vitatott.
Néhány csoportjuk – isteneik kezében tudván sorsukat – meztelenül szállt csatába.

## Mezőgazdaság
A malommal gazdagabbá, változatosabbá vált az étrend. A legtöbb helyen különféle szemes terményeket, leginkább tönkölyt, búzát, árpát, rozst és kölest termeltek. Állattenyésztéssel is foglalkoztak, szarvasmarhát, sertést, juhot tartottak és nemesítettek. Vaddisznóra, őzre, szarvasra vadásztak.

### Étkezés
Legfontosabb élelmük az őrölt gabonából előállított kenyér és a – sült vagy főtt – hús volt. Sírleletként gyakran kerül elő a halotti toron elfogyasztott állat csontozata. Vízközelben változatos módszerekkel halásztak (dárda, szigony, kas). Lakomáikon gyakran rendeztek birkózóversenyt, a győztes jutalma vagy a legjobb falat (combhús), vagy egy egész disznó volt. Nem vetették meg a bort sem, ám a rómaiakkal ellentétben ritkán hígították vízzel.

## Kereskedelem
Élénk kereskedelmet folytattak nemcsak a messze északkal, (főként a balti borostyán miatt), hanem a görög földdel is. Ezzel párhuzamosan a belső kereskedelem is kibontakozott az egész Európában szétszórt különböző kelta területek miatt. Mindez magával vonta a pénzverést.
A Kárpát-medence területén az első pénzeket a kelták verték, ezüstből. Törzsi pénzverésük sokféle mintája először a görög drachmák rajzát követte, később a római hatalom erősödésével, a pénzt is olyan mintájúra verték.

## Települések
A lakosság nagy része falvakban élt. Bizonyos vidékeken különálló tanyák nyomaira bukkantak a régészek, és bizonyos korszakokban tekintélyes erődítmények (földvárak) épültek, melyek a szárazföld sok pontján kiemelkednek a talajból. A vaskor társadalma falvakra épült. A népesség zöme parasztgazda, aki egész családjával együtt az általa megművelt föld közelében élt. Lehettek vezetőik, de a mindennapi élet megszervezésében fontos szerepet játszhattak a rokoni szálak. A kelta városok nagy része fennmaradt, továbbfejlődött a római uralom alatt is. Településeiknek kitűnő helyet választottak, útkereszteződéseknél és átkelőhelyeknél.
A Duna mentén a leghíresebb kelta települések voltak (zárójelben latin elnevezésük): Győr (Arrabona), Bécs (Vindobona), Óbuda (Aquincum), Belgrád (Singidunum), Szekszárd (Alisca). Nem utolsósorban a töméntelen faragott kő és tégla okozta, hogy a középkorban is ezekre a helyekre épültek az új városok, falvak.

## Mitológia, vallás

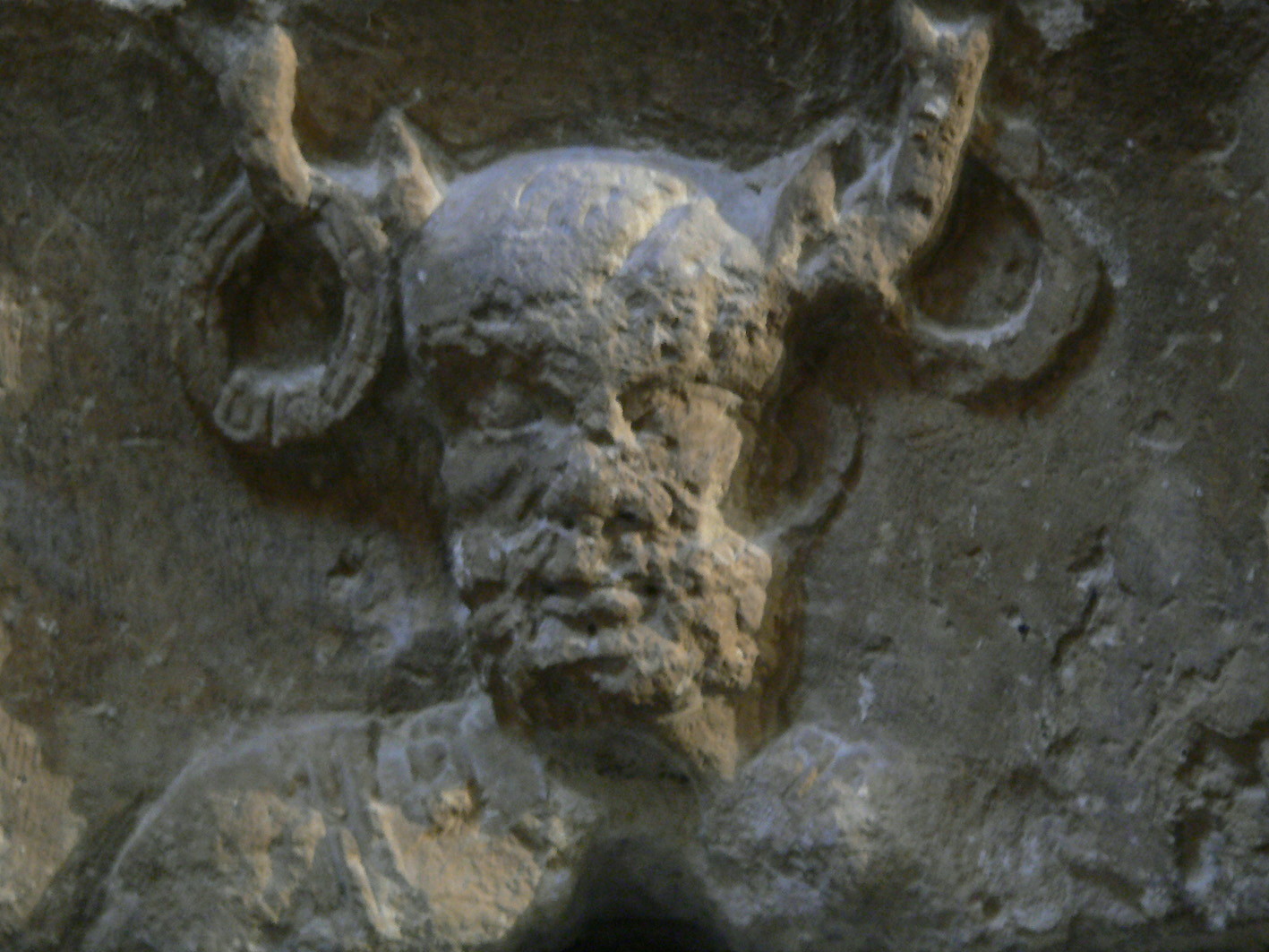
Cernunnos, a kelta szarvasisten domborműve

A kelta mitológiáról viszonylag kevés hiteles forrás maradt fenn. Magukról a népekről a görög Poszeidónioszt idéző szerzőktől (pl. Sztrabóntól), Julius Caesartól, illetve néhány fennmaradt feliratról kapunk felvilágosítást. Bár ezek a források látszólag hihetetlen dolgokról is tudósítanak – ezért sokáig nem is vették komolyan őket –, ír források sok állítást igazoltak, ezzel azok visszanyerték hitelességüket.
A római források szerint az emberi áldozatok szokása széles körben elterjedt a kelták körében. Iulius Caesar beszámol arról, hogy a gallok tele vannak kosarakba zárt élő emberekkel, akiket megégetnek.
1984-ben találtak rá tőzegkitermelés közben az északnyugat-angliai Lindow-lápban, a lindow-i férfinak elnevezett ember maradványaira, aki rituális gyilkosság áldozatául esett. Dr. Anne Ross és Don Robins régészek szerint a lindow-i férfi magas rangú druida volt. Szakvéleményük szerint a férfit, a kelta Beltane ünnep alkalmával (április 30-ról május 1-jére virradóra), a római invázió alkalmából, három kelta istennek áldozták fel – ami választ ad az alkalmazott három különböző halálnemre. Szerintük elsőként Taranisnak, a vihar és mennydörgés istenének ajánlották – akinek tiszteletére tűzzel és fegyverrel áldoztak, ezért baltacsapásokat mértek a fejére, másodszor Esusnak, a vihar istenének – akinek áldozatait megszentelt fákra akasztották, így szenvedte el a fojtást és a nyaktörést, és harmadszorra Toutatisnak felajánlva – akinek szent források, tavak mellett mutattak be áldozatokat – testét pedig a lápba süllyesztették.
A mai ember számára a kelta vallás és mitológia egyes elemei J. R. R. Tolkien regényei által váltak ismertté, aki A Gyűrűk Ura, illetve A szilmarilok és A hobbit lapjain életre keltette a kelta-germán mitológia fantasztikus lényeit (orkok, tündék vagy törpök).